# Schutt

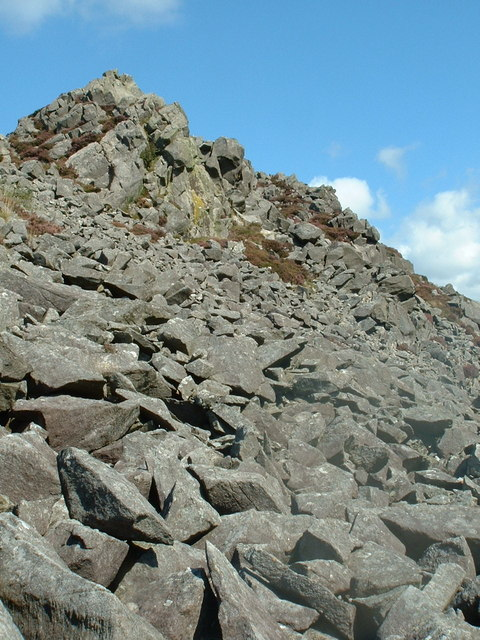
Blockschutt aus Dolerit an der Ostflanke des Carningli Hillfort, Pembrokeshire, Wales.

Schutt als geowissenschaftlicher Begriff ist eine größere, nicht verfestigte Anhäufung von kantigen Gesteinsbruchstücken. Schutt entsteht durch physikalische Verwitterung und Erosion, wobei der Transport oft rein durch Schwerkraft, immer aber über sehr kurze Distanzen erfolgt. Ein einzelnes Schuttfragment ist nach DIN 4022 größer als 63 mm, allgemein zumindest größer als 2 mm Schutt zählt damit zu den Psephiten. Sind die Gesteinsbruchstücke relativ groß (dm- bis m-Bereich), spricht man auch von Blockschutt.
Derartiges Gesteinsmaterial häuft sich vor allem im Hochgebirge, am Fuß von Steilhängen oder Felswänden, zu Schutthalden (Talus) bzw. Blockhalden an. Da periglaziales Klima, wie es im Hochgebirge herrscht, physikalischer Verwitterung Vorschub leistet, existieren heute auch in weiten Teilen der Mittelgebirge der Nordhalbkugel ausgedehnte Blockhalden, die im deutschen Sprachraum auch als „Blockmeere“ bezeichnet werden. Versteinert das Material im Verlaufe einer natürlichen Zementation, entsteht eine Brekzie (in Unterscheidung zum rundsteinigen Konglomerat).
Als Primärbrekzie wird das Schuttsediment aus eckig-kantigen Stücken bezeichnet, das in Form verfestigter Schuttfüße an Berghängen, als Hinterlassenschaft von Bergstürzen oder Bergrutschereignissen oder bei submarinen Riffen durch Brandungsangriffe oder Rutschungen entsteht.
Lockermaterial, das überwiegend aus gerundeten Gesteinsbruchstücken (Geröll) besteht, wird in den Geowissenschaften als Schotter bezeichnet, während „Schotter“ im Bauwesen für kantiges, aber künstlich gebrochenes Material steht.

## Weitere Bedeutungen
Im weiteren Sinn, und daher von den natürlichen Ressourcen zu unterscheiden, werden auch die Trümmer zerstörter Gebäude oder Gebäudeteile als Schutt bezeichnet. Im modernen Bauwesen spricht man von Bauschutt. Einzelne Schichten im Untergrund aus Schutt kennzeichnen lange genutzte menschliche Siedlungen (siehe auch Schuttgrube).